# Брагінський Володимир Борисович
Володимир Борисович Брагінський (3 серпня 1931, Москва — 29 березня 2016, там само) — радянський і російський фізик-теоретик і експериментатор. Фахівець у галузі прецизійних та квантових вимірювань, детектування гравітаційних хвиль, систем з малою дисипацією, фундаментальних термодинамічних флуктуацій. Професор, головний науковий співробітник кафедри фізики коливань фізичного факультету МДУ, запрошений професор Каліфорнійського технологічного інституту (США).
Член-кореспондент РАН, член Європейської Академії, почесний закордонний член Американської академії мистецтв і наук, іноземний член Національної академії наук США.

## Біографія
Закінчив фізичний факультет МДУ в 1954 році, працював там само з 1955 року. У 1959 захистив кандидатську, а в 1967 — докторську дисертацію. 1969 року здобув звання професора. У 1970-х роках очолював радіовідділення фізичного факультету МДУ. У 1987—2001 очолював кафедру молекулярної фізики та фізичних вимірів, у 2001—2002 завідував кафедрою фізики коливань.
Передбачив та експериментально продемонстрував ефекти пондеромоторного тертя та жорсткості в електромагнітному полі резонатора (1967). Ці ефекти лежать в основі багатьох сучасних досягнень у галузі макроскопічної квантової механіки, зокрема оптичного охолодження мікро- та наноосциляторів до нульового стану. Довів рівність модулів заряду електрона та протона на рівні 10−21 (1970) та продемонстрував справедливість принципу еквівалентності на рівні 10−12 (1971). Передбачив існування меж чутливості координатних вимірів квантового походження, які тепер називаються стандартною квантовою межею (1967), запропонував та обґрунтував принципи нового класу вимірювань, що дозволяють подолати ці обмеження (квантові неруйнівні вимірювання, 1977). Починаючи з 1974 року спільно з колегами по кафедрі відкрив існування фундаментального механізму втрат електромагнітних хвиль в ідеальних кристалах-діелектриках, що дозволило створити діелектричні радвисокочастотні резонатори з лейкосапфіру з добротністю понад 109. У 1989 запропонував високодобротні оптичні мікрорезонатори з модами шепоту галереї. Разом із колегами на факультеті розробив кілька ключових елементів у детекторах гравітаційних хвиль, зокрема, підвіс пробної маси з часом релаксації понад 5 років.
Брагінський з колегами передбачив існування кількох нових фізичних ефектів: спін-квадрупольний гравітаційний ефект (1980), тертя через нульові коливання вакууму (1991), фундаментальні термопружні та терморефрактивні флуктуації (1999, 2000), параметричеу нестійкість у високодобротних оптичних резонаторах (2001).
З 1992 року наукова група Брагінського працювала в межах міжнародного наукового проєкту лазерної інтерферометричної гравітаційно-хвильової обсерваторії LIGO, яка у 2015 році відкрила гравітаційні хвилі.
Із 34 підготовлених ним кандидатів наук 12 стали докторами, із них 6 працюють професорами на різних кафедрах фізичного факультету МДУ.
Автор понад 240 статей та 4 монографій. Входить до числа найбільш цитованих російських вчених.
Похований на Ваганьковському цвинтарі, ділянка 16.

## Нагороди та премії, почесні звання та посади
- 1975 — Золота медаль ім. П. М. Лебедєва АН СРСР[ru]
- 1980 — Медаль Ф. Шіллера (Єнський університет, Німеччина)
- 1990 — Член-кореспондент Російської академії наук
- 1990 — Премія Фейрчальда (Каліфорнійський технологічний інститут, США)
- 1990 (і наступні роки) — Запрошений професор у Каліфорнійському технологічному інституті
- 1993 — Премія А. фон Гумбольдта (Товариство Макса Планка, Німеччина)
- 1995 — Обраний членом Європейської Академії
- 1996 — Запрошений лектор Інституту Нільса Бора, Данія
- 1999 — Ангстремівський лектор Уппсальського університету, Швеція
- 2004 — Почесний закордонний член Американської академії мистецтв і наук
- 2006 — Іноземний член Національної академії наук США

## Основні роботи
- Брагинский В. Б. Физические эксперименты с пробными телами. — М.: Наука, 1970.
- Брагинский В. Б., Манукин А. Б. Измерение малых сил в физических экспериментах. — М.: Наука, 1974.
- Брагинский В. Б., Митрофанов В. П., Панов В. И. Системы с малой диссипацией. — М.: Наука, 1981.
- Брагинский В. Б., Полнарёв А. Г. Удивительная гравитация. — М.: Наука, 1985 (выпуск 39 серии «Библиотечка Квант»).
- Braginsky V. B., Khalili F. Ya. Quantum Measurement. Cambridge University Press, 1992.